# Giannini
Giannini Automobili S.p.A. – włoskie przedsiębiorstwo branży motoryzacyjnej. Firma dawniej produkowała samochody sportowe, a obecnie zajmuje się głównie tuningiem samochodów Fiat. Siedziba przedsiębiorstwa znajduje się w Rzymie.
Początki przedsiębiorstwa sięgają lat 20. XX wieku, gdy bracia Attilio i Domenico Giannini otworzyli warsztat samochodowy. W 1963 roku na skutek nieporozumienia bracia założyli dwie osobne spółki, Domenico – Giannini Automobili S.p.A., a Attilio – Costruzioni Meccaniche Giannini S.p.A. (ta zakończyła działalność w 1971 roku).